# Pravila lui Matei Basarab

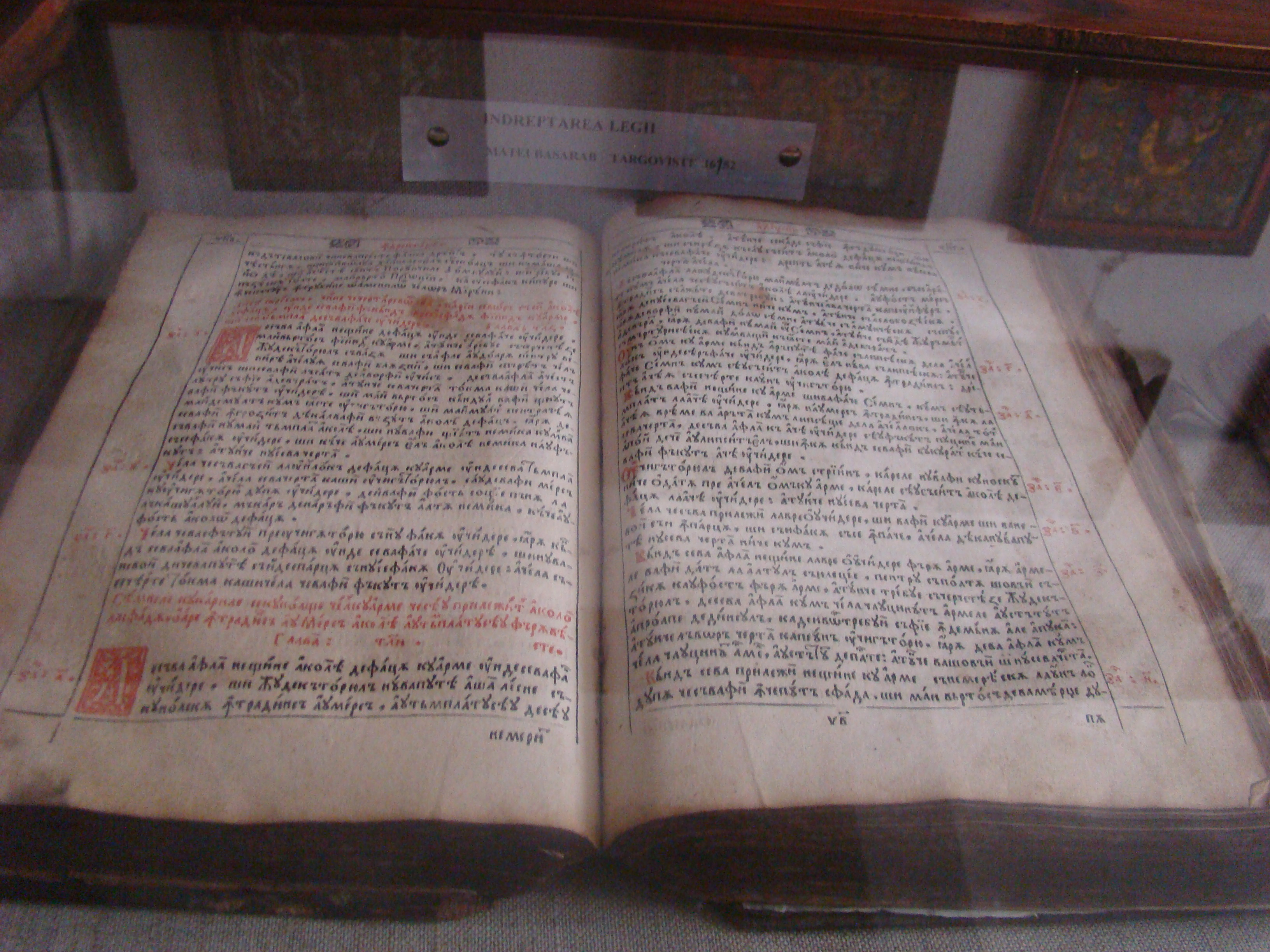
Îndreptarea legii

Pravila lui Matei Basarab (cunoscută și sub numele de Îndreptarea legii) este o culegere de legi tipărită în 1652 la Târgoviște. Reprezintă traducerea unor legiuiri grecești (manualul lui Malaxos, tradus din greacă de Daniil Panoneanul) conținând însă și numeroase texte extrase din Pravila lui Vasile Lupu.
Pravila lui Matei Basarab, cunoscută și sub denumirile Îndreptarea Legii cu Dumnezeu sau Pravila Mare (spre a o deosebi de Pravila cea Mică de la Govora denumită și Dreptatoriu de lege sau Pravila Bisericească, tipărită în 1640-1641 tot sub Matei Basarab) este socotită a fi și un îndreptar de credință, datorită conținutului ei dogmatic și cultic, fiind un mijloc de apărare a ortodoxiei împotriva influențelor calvine și catolice.
Întrucât tipărirea s-a făcut cu aprobarea autorităților bisericești competente, ea a devenit corpusul oficial de legi al Bisericii române de Răsărit, fiind aplicată în viața socială a vremii.
Se distinge prin abordarea drepturilor și obligațiilor clerului de mir, ale călugărilor, problemelor referitoare la familie, căsătorie, judecată bisericească, a chestiunilor teologice, liturgice, obiceiurile de drept.
Pravila lui Matei Basarab, însușindu-și dispozițiile cuprinse în canonul 53 al celui de al șaselea sinod ecumenic al bisericii creștine desfășurat în 691-692, care statua că rudenia rezultată din botez este mai mare decât rudenia de sânge, a prevăzut în cazul rudeniei spirituale aceleași impedimente ca și în cazul rudeniei de sânge, oprind căsătoria până la gradul al șaptelea inclusiv, interzicând și căsătoria între finii aceluiași naș.